# Nowe Skórowo
Nowe Skórowo (deutsch Neu Schurow, kaschubisch Nowé Skòrzewò, auch Nowé Skórowò) ist ein Dorf in der polnischen Woiwodschaft Pommern und gehört zur Landgemeinde Potęgowo (Pottangow) im Powiat Słupski (Kreis Stolp).

## Geographische Lage und Verkehrsanbindung
Nowe Skórowo liegt einen Kilometer westlich des Dorfes Skórowo (Schurow) (auch Stare Skórowo („Alt“ Schurow) genannt) nahe einer Nebenstraße, die Pobłocie (Poblotz) und Stowięcino (Stojentin) mit Potęgowo (Pottangow) verbindet. Die nächste Bahnstation ist Potęgowo an der Bahnstrecke von Danzig nach Stargard.

## Geschichte
Im Jahre 1910 wurde Rudolf von Normann Besitzer des Gutsdorfes Schurow (heute polnisch: Skórowo). Er veräußerte das Gut an die Pommersche Landgesellschaft, die hier nach dem Ersten Weltkrieg 58 Siedlerstellen schuf. Einige dieser Siedlungen wurden in der Feldmark in Richtung Neitzkow (Nieckowo) angelegt. Diesen Teil des Ortes nannte man dann „Neu Schurow“ (Nowe Skórowo). Bis 1945 gehörte der Ort zum Landkreis Stolp im Regierungsbezirk Köslin der preußischen Provinz Pommern. 
Gegen Ende des Zweiten Weltkriegs wurde Neu Schurow von sowjetischen Truppen besetzt. Nach Kriegsende wurde der Ort unter polnische Verwaltung gestellt. Die Polen besetzten Häuser und Gehöfte und vertrieben die Einwohner.
Seit 1945 ist der Ort ein Teil der Gmina Potęgowo im Powiat Słupski der Woiwodschaft Pommern (1975 bis 1998 Woiwodschaft Stolp).

### Kirchspiel
Kirchlich war Neu Schurow bis 1945 in das evangelische Kirchspiel Schurow (Skórowo) eingepfarrt. Es lag im Kirchenkreis Stolp-Altstadt in der Kirchenprovinz Pommern der Kirche der Altpreußischen Union. Letzter deutscher Geistlicher war Pfarrer Heinz Suhr, der im Krieg fiel und dessen Stelle bis Kriegsschluss Vikarin Gertrud Winkler einnahm. 
Seit 1945 ist die Bevölkerung von Nowe Skórowo mehrheitlich katholisch. Das Dorf gehört zur Pfarrei Skórowo (Schurow) im Dekanat Główczyce (Glowitz) im Bistum Pelplin der Katholischen Kirche in Polen. Hier lebende evangelische Kirchenglieder gehören zur Kreuzkirchengemeinde in Słupsk (Stolp) in der Diözese Pommern-Großpolen der Evangelisch-Augsburgischen Kirche in Polen.

### Schule
Schulisch war Neu Schurow bis 1945 mit Schurow verbunden. In Schurow wurde 1929 ein neues Schulgebäude errichtet, das außerhalb des Dorfes auf halbem Wege nach Neu Schurow gebaut wurde. Hier unterrichteten im Jahre 1932 zwei Lehrer in drei Klassen 89 Schulkinder. Die letzten deutschen Lehrer waren Hans Vahl und Erich Beilfuß.